# (19730) Machiavelli
(19730) Machiavelli est un astéroïde de la ceinture principale.

## Description
(19730) Machiavelli est un astéroïde de la ceinture principale. Il fut découvert le 7 décembre 1999 à Fountain Hills (Arizona) par Charles W. Juels. Il présente une orbite caractérisée par un demi-grand axe de 3,13 UA, une excentricité de 0,42 et une inclinaison de 22,9° par rapport à l'écliptique.

## Compléments